# Podocarpus magnifolius
Podocarpus magnifolius — вид хвойних рослин родини подокарпових.

## Поширення, екологія
Країни поширення: Болівія; Колумбія; Панама; Перу; Венесуела. Високе або середніх розмірів дерево тропічних гірських лісів на висотах 850—2900 м.

## Використання
Вид вирубується за цінну деревину. Деревина використовується в будівництві та для столярних виробів, а також, можливо, меблів. Цей вид не відомий у вирощуванні.

## Загрози та охорона
Вибіркові рубки є загрозою. Імовірно росте в деяких природоохоронних територіях.